# Salam de Sibiu
Le salam de Sibiu, littéralement salami de Sibiu connu aussi sous le nom de salam de iarnă (« salami d'hiver ») est une charcuterie roumaine, en principe fumée au bois de hêtre, à base de viande de porc (notamment de la race Mangalița), de lard, de sel, de poivre, d'ail et d'épices. Pendant le régime communiste de Roumanie le salami de Sibiu était considéré comme un produit de luxe.

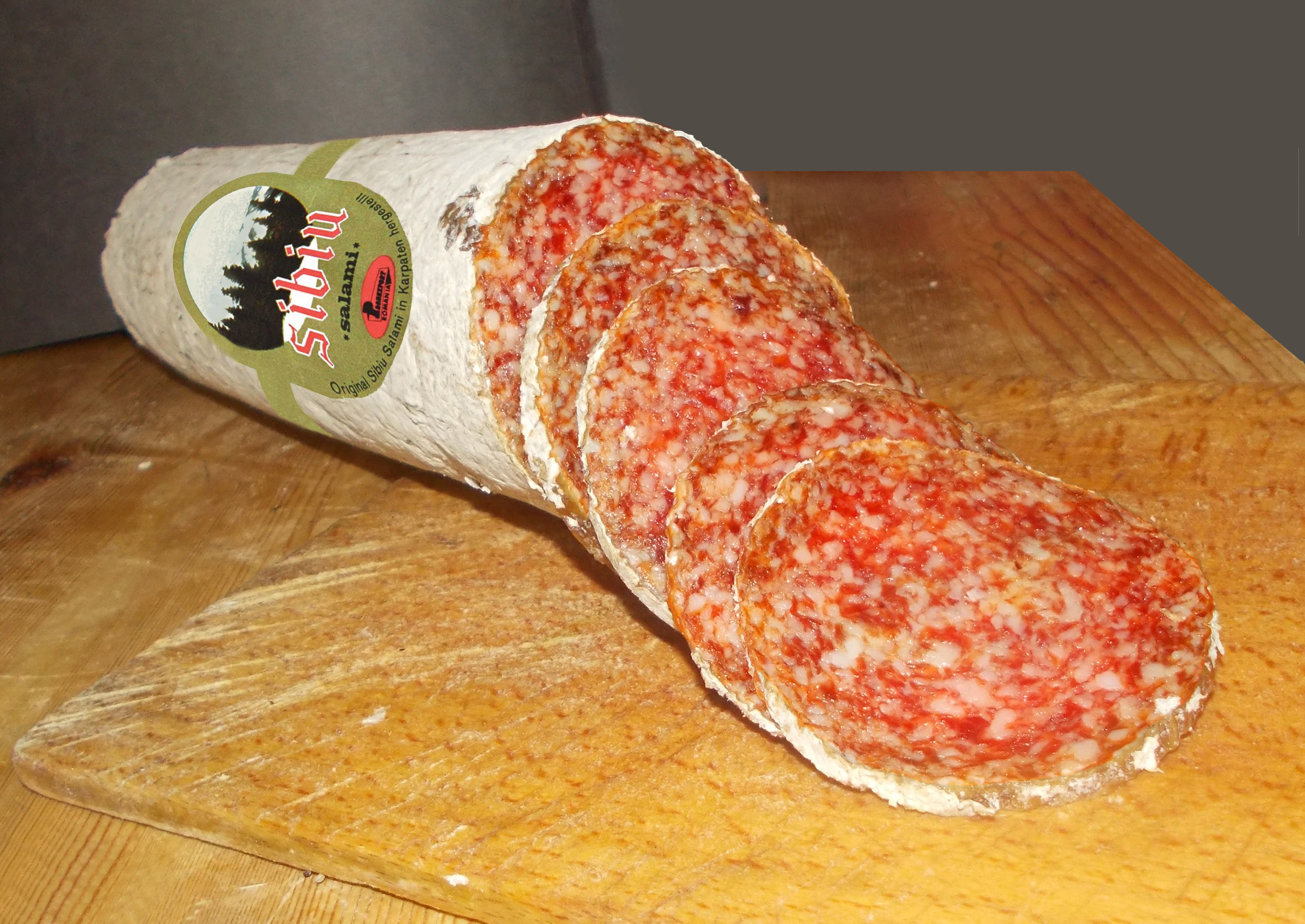
Salami de Sibiu produit par Întreprinderea de Stat pentru industrializarea cărnii pour l'exportation vers l'Allemagne (photo de 1988 avec l'étiquette de l'entreprise d'exportation d'État de l'époque - Prodexport).

## Histoire
Vers 1885, Filippo Dozzi, un maçon italien, s'installe en Roumanie avec sa famille près de la carrière de Piatra Arsă dans l'ancien village de Poiana Țapului. Filippo Dozzi avait une passion pour la charcuterie. Il constate qu'à Sinaia les conditions météorologiques sont favorables pour la production de saucissons secs. En 1910, il y achète un bâtiment abritant un restaurant, une cave à vin et un hôtel, où il fonde sa société baptisée Întreprinderea individuală Filippo Dozzi. La production du salam de iarnă de Sinaia (« salami d’hiver de Sinaia ») commence, et devient rapidement un succès (Dozzi devient un des fournisseurs de la cour du royaume de Roumanie).
Filippo Dozzi commence à exporter ses salamis en Autriche-Hongrie, puis vend sa recette aux charcutiers Saxons de Transylvanie à Hermanstadt (Sibiu), d'où le nom de salam de Sibiu donné par les Roumains) et à la charcuterie Pick (en) de Szeged (d'où le nom de Szegedi téliszalámi donné par les Hongrois). Les uns comme les autres améliorent la recette en multipliant la variété des épices.
Filippo Dozzi meurt en 1943 et son fils, Antonio-Giuseppe Dozzi, continue le travail de son père dans sa charcuterie de Sinaia, jusqu'à la nationalisation de la société par l'État communiste roumain en 1948. La société de production renommée Întreprinderea de Stat pentru industrializarea cărnii (« Entreprise d'État pour l'industrialisation de la viande ») emploie entre 40 et 50 employés et la production atteint, certaines années, 12 tonnes par an. En 1963, l'État communiste élargit la charge de fabriquer le salami de Sibiu à l'entreprise d'État Scandia.
Dans les années 1970, outre la production industrielle d'État, les Saxons transylvains continuaient la tradition de manière domestique, aux côtés des Hongrois de Roumanie. Après la chute de la dictature communiste en 1989, l'« Entreprise d'État pour l'industrialisation de la viande » et Scandia sont privatisées, la première sous le nom de SC Salsi SA : la recette est en outre achetée par plusieurs autres nouveaux fabricants privés, dont les produits sont de qualité inégale.

## Préparation
Les conditions météorologiques de Sinaia et de Sibiu sont les plus favorables au processus de production. Aujourd'hui, celui-ci est automatisé et donc, le temps de maturation a été considérablement réduit. Il n'est plus que de 3 mois, mais le résultat est plus sec et dur que le salami d'hiver hongrois de Szeged (Szegedi téliszalámi) produit par la société Pick (en), qui est fumé très lentement, à l'ancienne, dans une température très basse, et qui a obtenu en 2007 une Appellation d'origine protégée de l'Union européenne.